# Étoile des Espoirs
La Étoile des Espoirs fue una carrera ciclista francesa disputada de 1971 a 1985. Estaba organizada por Monde Six, sociedad creada y dirigida por Jean Leulliot, quien también organizaba en aquella época la París-Niza y la Ruta de Francia. Era disputada a final de temporada por jóvenes corredores profesionales. La carrera estuvo abierta a los equipos nacionales amateurs a partir de 1974. En 1975 y 1976 un equipo soviético disputa la prueba. Este equipo ganó la clasificación por equipos en 1975.

## Palmarés
| Año  | Vencedor                | Segundo          | Tercero              |
| 1971 | Raymond Poulidor        | Bernard Thévenet | Yves Hézard          |
| 1972 | Bernard Labourdette     | André Mollet     | Gérard Moneyron      |
| 1973 | Cees Bal                | Willy Teirlinck  | Roger Rosiers        |
| 1974 | Roy Schuiten            | Willy Teirlinck  | Cyrille Guimard      |
| 1975 | Aad van den Hoek        | Bernard Vallet   | Patrick Perret       |
| 1976 | Jean-Luc Vandenbroucke  | Bernard Thévenet | Robert Bouloux       |
| 1977 | Jean-Luc Vandenbroucke  | Gregor Braun     | Willy Teirlinck      |
| 1978 | Daniel Gisiger          | Fedor den Hertog | Gery Verlinden       |
| 1979 | Sven-Åke Nilsson        | Jo Maas          | Eulalio Garcia       |
| 1980 | Gilbert Duclos-Lassalle | Phil Anderson    | Marino Lejarreta     |
| 1981 | Stephen Roche           | Dominique Arnaud | Siegfried Hekimi     |
| 1982 | Jean-Luc Vandenbroucke  | Joop Zoetemelk   | Laurent Fignon       |
| 1983 | Stephen Roche           | Francis Castaing | Marc Madiot          |
| 1984 | Gilbert Duclos-Lassalle | Maarten Ducrot   | Miroslav Sykora      |
| 1985 | Ronan Pensec            | Dominique Gaigne | Jean Paul Van Poppel |